# أغنيس بورجيسون
أغنيس فريدريكا بورجيسون (بالسويدية: Agnes Börjesson)‏، (1 مايو 1827 ، أوبسالا - 26 يناير 1900 ، ألاسيو، إيطاليا) رسامة سويدية متخصصة في التنوع الفني والمشاهد التاريخية.

## السيرة الشخصية

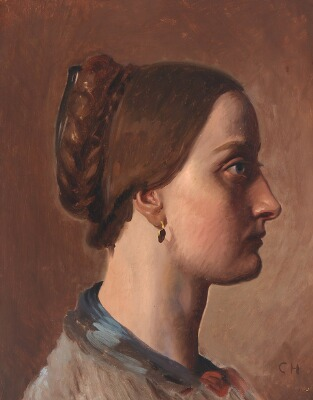
رسم برجون بواسطة قسطنطين هانسن

كان والدها، يوهان بورجيسون، راعيًا كنسيا ًوكاتبًا مسرحيًا. كانت والدتها عضوًا في عائلة فوك النبيلة. في عام 1849 ، أصبحت واحدة من أول أربع نساء الذين تم قبولهن في الأكاديمية الملكية السويدية للفنون الجميلة ، وفي الفترة من 1852 إلى 1853، درست مع قسطنطين هانسن، الذي أمضى عقدًا من الزمن في إيطاليا.
ثم، من 1854 إلى 1856 ، درست مع رسام الصور والتاريخ، يوهان كريستوفر بوكلوند . وفي النهاية، في عام 1857، أكملت دراستها مع بنجامين فوتييه، الذي كان أحد مؤسسي مدرسة دوسلدورف. ومن بعد قضاء بعض الوقت في باريس، ذهبت إلى إيطاليا في عام 1865 ، متأثرة بوقتها مع هانسن. وعادت إلى دوسلدورف، لفترة وجيزة، لبعض الدروس الخصوصية مع فيلهلم سون.
استقرت في روما، ولفترة من الوقت، عاشت مع صديقتها الرسامة صوفي ريبينج . في النهاية، قررت البقاء في إيطاليا، على الرغم من أنها استمرت في إرسال أعمالها إلى السويد. حيث شاركت في معارض في الأكاديمية الملكية في عام 1880، والتي أصبحت عضوًا فيها في عام 1872. كما عرضت أعمالها في معرض فيينا العالمي عام 1873.
عملت على العديد من رسوماتها في الهواء الطلق، وفي الجزء الأخير من حياتها المهنية، تبنت أسلوب الشعبة . قضت فترات طويلة في البندقية وفي صقلية، وكذلك قامت بزيارات قصيرة إلى إسبانيا والمغرب. خلال السنوات الثلاث الأخيرة من حياتها، عاشت في ليغوريا.
يمكن رؤية أعمالها في متحف غوتبورغ للكنيسة والمتحف الوطني. 

## روابط خارجية
- More works by Börjesson @ ArtNet
- Biography from the Nordisk Familjebok @ Project Runeberg
- Borjesson, Agnes. In: Friedrich von Boetticher: Malerwerke des 19. Jahrhunderts. Beitrag zur Kunstgeschichte I-1. Dresden 1891.
- Biography from the Allgemeines Lexikon der Bildenden Künstler von der Antike bis zur Gegenwart, Vol.4 Pg.204, by eorg Nordensvan
- Biography from the Svenskt biografiskt handlexikon @ Project Runeberg